# Astragalus giganteus
Astragalus giganteus är en ärtväxtart som beskrevs av Sereno Watson. Astragalus giganteus ingår i släktet vedlar, och familjen ärtväxter. Inga underarter finns listade i Catalogue of Life.